# Eleição municipal de Caxias do Sul em 1947
A Eleição municipal de 1947 em Caxias do Sul ocorreu em 15 de novembro de 1947, e teve por objetivo eleger prefeito e vereadores para o termo que se iniciou em 1948 e se concluiu em janeiro de 1952. Foi a primeira eleição direta municipal realizada em 12 anos, após o fechamento das câmaras municipais e do sistema de interventores instituído pelo Estado Novo. Os eleitores caxienses puderam escolher entre quatro candidatos a prefeito, além de diversos a vereador.

## Candidatos
Foram 4 os candidatos a prefeito, 4 também para vice prefeito. Ao todo 5 partidos lançaram candidatos, sendo que dois dele, a UDN e o PL formaram uma coligação.
| Prefeito(a)      | Prefeito(a) | Prefeito(a) | Coligação                            | Candidato à vice  |
| Candidato(a)     | Partido     | Partido     | Coligação                            | Candidato à vice  |
| ---------------- | ----------- | ----------- | ------------------------------------ | ----------------- |
| Luciano Corsetti |             | PTB         | Sem coligação, apoio informal do PSP | Primo Leonardelli |
| Guido Mondin     |             | PRP         | Sem coligação                        | Angelo Costamilan |
| Dário Granja     |             | PSD         | Sem coligação                        | João Spinato      |
| Américo Ribeiro  |             | UDN         | Coligação (UDN e PL)                 | Manoel Ramos      |

## Resultados

### Eleição para prefeito
Conforme dados do Jornal Correio Rio Grandense, foram computados 11.512 votantes, sendo que não foram encontrados os votos nulos e brancos. O resultado completo da eleição para prefeito é:
| Candidatos               | Votos recebidos | Percentual |
| ------------------------ | --------------- | ---------- |
| Luciano Corsetti (PTB)   | 3.836           | 33,32%     |
| Guido Mondin (PRP)       | 3.447           | 29,94%     |
| Dario Granja (PSD)       | 2.983           | 25,91%     |
| Américo Ribeiro (UDN-PL) | 1.246           | 10,82%     |

### Eleição para vice-prefeito
Conforme dados do Jornal Correio Rio Grandense, foram computados 11.365 votantes, sendo que não foram encontrados os votos nulos e brancos. O resultado completo da eleição para vice-prefeito é:
| Candidatos              | Votos recebidos | Percentual |
| ----------------------- | --------------- | ---------- |
| Angelo Costamilan (PRP) | 3.222           | 28,35%     |
| Primo Leonardelli (PTB) | 3.037           | 26,72%     |
| João Spinato (PSD)      | 2.762           | 24,30%     |
| Manoel Ramos (UDN-PL)   | 2.344           | 20,62%     |

### Eleição para vereador
Ao todo, foi noticiada concorrência de 6 partidos para a Câmara Municipal, sendo que dois deles formavam uma coligação, o resultado por partido foi o seguinte:
| Turno único 15 de novembro de 1947 | Turno único 15 de novembro de 1947 | Turno único 15 de novembro de 1947 | Turno único 15 de novembro de 1947 | Turno único 15 de novembro de 1947 | Turno único 15 de novembro de 1947 |
| Candidatos                         | Candidatos                         | Votos                              | %                                  | vagas                              |                                    |
| ---------------------------------- | ---------------------------------- | ---------------------------------- | ---------------------------------- | ---------------------------------- | ---------------------------------- |
|                                    | PSD                                | 3.251                              | 29,27 / 100,0                      | 5                                  |                                    |
|                                    | PRP                                | 3.136                              | 28,23 / 100,0                      | 3                                  |                                    |
|                                    | PTB                                | 2.478                              | 22,31 / 100,0                      | 2                                  |                                    |
|                                    | Coligação UDN - PL                 | 1.542                              | 13,88 / 100,0                      | 1                                  |                                    |
|                                    | PSP                                | 1.352                              | 6,30 / 100,0                       | 0                                  |                                    |
| Votos válidos                      | Votos válidos                      | 19.236                             | 100,0 / 100,0                      | 11                                 |                                    |